# Phare de Whitestone Point
Le phare de Whitestone Point (en anglais : Whitestone Point Light) est un phare actif situé dans le quartier de Whitestone, dans l'arrondissement du Queens, à New York.

## Histoire
Quelque temps après 1908, des tours métalliques ont remplacé la tour en bois pyramidale carrée de style victorien d'origine. Le site, non ouvert au public, n'est accessible uniquement que par bateau.

## Description
Le phare actuel est une tour quadrangulaire métallique à claire-voie avec balise de 16 m de haut. Il émet, à une hauteur focale de 17 m, un bref éclat vert par période d'une seconde, jour et nuit. Sa portée est de 3 milles nautiques (environ 5.5km).
Identifiant : ARLHS : USA-889 ; USCG : 1-27215 - Admiralty : J0936 .